# Joseph Derenbourg

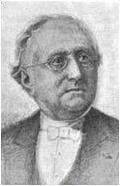
Joseph Derenbourg

Joseph Derenbourg (ursprünglich Derenburg und später auch Dernburg; geboren am 21. August 1811 in Mainz; gestorben am 29. Juli 1895 in Bad Ems) war ein deutsch-französischer Orientalist, insbesondere Hebraist und Arabist, sowie Vertreter der Wissenschaft des Judentums. Er hatte von 1884 bis zu seinem Tod den Lehrstuhl für semitische Sprachen an der École pratique des hautes études in Paris inne.

## Leben und Wirken
Derenbourg entstammte einer jüdischen Gelehrtenfamilie, deren Wurzeln in der Stadt Derenburg im heutigen Sachsen-Anhalt liegen. Sein Vater Hartwig (Cevi/Ẓebi Hirsch) Derenburg war Komödienautor und zog zwischen 1789 und 1794 nach Mainz. Der ältere Bruder Jacob Dernburg wurde Jurist im Großherzogtum Hessen. Bis zu seinem 13. Lebensjahr las Derenbourg ausschließlich rabbinische Literatur. Anschließend besuchte er das Gymnasium in Mainz, studierte 1830–32 in Gießen (u. a. bei Heinrich Friedrich Pfannkuche) und anschließend in Bonn Orientalistik. Hier erwarb er Arabischkenntnisse bei Georg Wilhelm Freytag und befreundete sich mit Abraham Geiger. Seinen Plan, Rabbiner zu werden, gab er auf. Als Privatlehrer der Familie Bischoffsheim zog er 1834 nach Amsterdam und begleitete seinen Zögling Raphaël Bischoffsheim 1838 zu dessen Studium nach Paris.
Dort setzte Derenbourg auch seine eigenen Studien fort und wurde 1841 Leiter und Miteigentümer eines Pensionats für jüdische Schüler. 1843 heiratete er Delphine Moyse. Im Jahr darauf nahm er wieder die französische Staatsbürgerschaft an (die er bereits bei seiner Geburt bekommen hatte, als Mainz unter französischer Herrschaft stand) und änderte die Schreibung seines Nachnamens in Derenbourg. Er bestand 1850 die Agrégation (Staatsprüfung für das höhere Lehramt) im Fach Deutsch, welches er anschließend vertretungsweise am Lycée Henri IV unterrichtete. Von 1852 bis 1877 hatte er eine Stelle als Korrektor bei der kaiserlichen Druckerei (Imprimerie Impériale) bzw. ab 1870 Nationaldruckerei, wo er für orientalische Schriften verantwortlich war. Anfang 1857 gründete Derenbourg eine Privatschule, die er gemeinsam mit seiner Frau bis 1864 leitete.
Anschließend widmete er sich ausschließlich seinen wissenschaftlichen Forschungen. Ab 1868 gehörte er dem Zentralkomitee der Alliance Israélite Universelle an, dessen Vizepräsident er später wurde. Von 1869 bis 1872 gehörte er dem Consistoire Israélite de Paris an. Am 22. Dezember 1871 wurde er (als Nachfolger seines verstorbenen Freundes Salomon Munk) Mitglied der Académie des Inscriptions et Belles-Lettres. Derenbourg war Mitherausgeber des Corpus Inscriptionum Semiticarum der Akademie und verantwortete insbesondere den Band mit altsüdarabischen (himyaritischen und sabäischen) Inschriften. Die historisch-philologische (IV.) Sektion der Pariser École pratique des hautes études (EPHE) berief Derenbourg 1876 zum stellvertretenden Directeur d’études für rabbinisches Hebräisch am Lehrstuhl für Persisch und semitische Sprachen. Nach dem Tod Charles Defrémerys 1883 wurde Derenbourg selbst zum Directeur d’études für semitische Sprachen ernannt und blieb dies bis zu seinem Lebensende. Sein Sohn Hartwig Derenbourg war ebenfalls ein Orientalist und lehrte ab 1884 an der EPHE Arabistik sowie Islamkunde.
Abgesehen von zahlreichen Beiträgen in Abraham Geigers Wissenschaftlicher Zeitschrift für jüdische Theologie bzw. Jüdischer Zeitschrift für Wissenschaft und Leben und der von Heinrich Graetz herausgegebenen Monatsschrift für Geschichte und Wissenschaft des Judentums veröffentlichte Derenbourg unter anderem die aus dem Arabischen übersetzten Inschriften der Alhambra, die arabischen Fabeln von Lokman (1846), die zweite Ausgabe einer Reihe von epigraphischen Beiträge im Journal asiatique (1877), und Abhandlungen über himyarische Texte. Derenbourg war 1880 Gründungsmitglied der Société des études juives und schrieb Beiträge für deren Zeitschrift.
Während der letzten 20 Jahre seines Lebens verbrachte Derenbourg jeweils einen Monat zur Kur in Bad Ems, wo er sich mit seinen deutschen Freunden und Schülern traf. Beim letzten dieser Aufenthalte starb er. Der Breslauer Rabbiner Jakob Guttmann, der ihn an seinen letzten Tagen begleitet hatte, sprach für ihn die Trauerrede. Er wurde neben seiner Frau auf dem Pariser Friedhof Père-Lachaise bestattet.

## Werke (Auswahl)
- Het Amsterdamsche Opper-Rabbinaat. Amsterdam 1839.
- Notice sur les premières publications de la Societé de M'Kitzé Nirdamim. Paris 1865.
- Manuel du lecteur, d'un auteur inconnu, publié dàprès un manuscrit venu du Yémen et accompagné de notes. In: Journal Asiatique. 6. Ser., 16 (1870), Paris 1870, S. 309–550.
- Une stèle du temple d'Hérode. Paris 1872.